# Charsadda
Charsadda (in Pasjtoe: چارسڈّہ) is een stad in het district Charsadda, in de provincie Khyber-Pakhtunkhwa, in het noordwesten van Pakistan. Het ligt op 30 kilometer ten noordoosten van Pesjawar.
Een oudere naam van Charsadda is Pushkalavati, Stad van de lotus, ooit de hoofdstad van Gandhara.